# Película lagrimal

Sistema lacrimal.

La película lagrimal es una formación de tres capas extremadamente delgadas que cubren y protegen el ojo:
- La capa externa o lípida, provee una superficie oleosa que retarda la evaporación de la lágrima. Si esta película no existe, la lágrima podría evaporarse de 10 a 20 veces más rápidamente.
- La capa intermedia o acuosa incluye sales y proteínas en una base que consta de 98% de agua
- La capa más interna o de mucina, cubre directamente la superficie del ojo permitiendo que las otras capas formen una película. Sin esta capa las lágrimas no podrían permanecer sobre la superficie del ojo y se eliminarían rápidamente y desencadenarían una patología conocida como ojo seco.